# Iñigo Córdoba
Iñigo Córdoba Querejeta (en basque : iɲiɣo ˈkoɾðoβa) né le 13 mars 1997 à Bilbao, est un joueur de football espagnol évoluant au poste d'Attaquant (football) avec Fortuna Sittard.

## Biographie

### Carrière en club
Natif de Bilbao, au Pays basque, Córdoba rejoint le centre de formation de l'Athletic Bilbao en 2009, alors âgé de 12 ans. Il fait ses débuts avec l'équipe C, le CD Baskonia, lors de la saison 2014-2015 de Tercera División (D4). 
Lors de l'été 2015, Córdoba passe toute la pré-saison avec l'équipe réserve, nouvellement promue en Segunda División (D2). Le 12 septembre de la même année, il fait ses débuts professionnels à 18 ans, remplaçant au dernier moment Aitor Seguín, lors d'une défaite à l'extérieur contre le Real Valladolid. Il est ensuite titularisé à sept reprises sur 21 apparitions en deuxième division, et continue de jouer avec l'équipe B après leur relégation en troisième division à l'issue de la saison. 
Après une année en tant que titulaire régulier en 3e division, Córdoba signe un nouveau contrat jusqu'en 2021, et se voit invité à s'entraîner avec l'équipe première lors de la pré-saison 2017. Il fait ses débuts en Liga le 20 août, remplaçant Mikel Balenziaga, lors d'un match nul 0-0 contre le Getafe CF. Il marque son premier but dans un match de championnat à l'extérieur sur la pelouse du Villarreal CF, le 9 avril 2018, ouvrant ainsi la voie à une victoire 3-1 de son équipe. Avant la fin de la saison, il prolonge son contrat avec une clause de rachat d’un montant supérieur à 30 millions d’euros, pour un contrant courant jusqu’en juin 2022.

### Carrière internationale
Iñigo Córdoba est appelé en équipe d'Espagne espoirs par l'entraîneur Albert Celades en octobre 2017. Le 14 novembre 2017, Córdoba fait ses débuts à ce niveau, entrant en jeu à la mi-temps à la place de Mikel Oyarzabal, et marquant dans les huit minutes suivant son entrée lors d'une victoire finale 5-1 sur la Slovaquie. Ce match rentre dans le cadre des éliminatoires du championnat d'Europe espoirs 2019. 

## Vie privée
Córdoba a deux frères qui sont également footballeurs. Son frère aîné Aitor (né en 1995), évolue au poste de défenseur central. Il évolue en troisième division avec le club du SD Leioa,. Asier, le plus jeune des trois (né en 2000), évolue au poste d'ailier, et a également été formé à l'Athletic Bilbao. Leur sœur Ainhoa (née en 2001) joue pour l'équipe féminine de Leoia, au sein de la Ligue régionale basque.